# 莫斯科足球俱乐部
莫斯科足球俱乐部（俄语：Футбольный клуб Москва），简称FC莫斯科，是一支已解散的俄罗斯足球俱乐部，主场位于莫斯科，成立于1997年。它的最好战绩是2005年俄罗斯超级联赛中获得第5名。该队的射手 Dmitry Kirichenko 成为同年的联赛射手王。